# 厚叶悬钩子
厚叶悬钩子（学名：Rubus crassifolius）是蔷薇科悬钩子属的植物，为中国的特有植物。分布于中国大陆的广东、江西、广西、湖南等地，生长于海拔1,600米至2,000米的地区，一般生于高山岩隙间、山顶草地或密林旁，目前尚未由人工引种栽培。